# Obraz Matki Boskiej Jurowickiej
Matka Boska Jurowicka – obraz Matki Boskiej, znajdujący się obecnie w kościele św. Barbary w Krakowie.

## Historia
Pochodzenie obrazu jest nieznane, najprawdopodobniej namalowano go w końcu XV wieku lub zaraz na początku XVI wieku. Najstarsze potwierdzone pisemne wiadomości o obrazie pochodzą z pierwszej połowy XVII wieku.
Był on własnością hetmana wielkiego koronnego Stanisława Koniecpolskiego, który w obawie przed Kozakami powierzył go w opiekę Jezuitom w Barze. Ci z kolei obraz i inne cenne przedmioty przewieźli do  Lwowa. Na usilne prośby obraz otrzymał w darze od wnuka słynnego hetmana ksiądz Marcin Tyrawski (1621–1684) – misjonarz i kaznodzieja. Jeździł z nim po Ukrainie, Wołyniu i Polesiu.
W 1673 zdecydował się wybudować drewnianą kaplicę dla obrazu w Jurewiczach na Polesiu. W krótkim czasie miejsce to stało się słynnym sanktuarium maryjnym. W pierwszej połowie XVIII wieku jezuici wybudowali tam murowany kościół wraz z klasztorem. Po kasacie zakonu jezuitów w 1773 pieczę nad sanktuarium objęli Bernardyni, a następnie Kapucyni, po powstaniu listopadowym zaś księża diecezjalni.
Po powstaniu styczniowym ksiądz Hugo Kostka Godecki – ostatni proboszcz jurewicki umieścił w ołtarzu kopię obrazu Matki Boskiej Jurowickiej, a słynący łaskami oryginalny obraz przekazał na przechowanie Gabrieli z Wańkowiczów Horwattowej – marszałkowej powiatu rzeczyckiego.
W maju 1885 Gabriela Horwattowa przekazała obraz w depozyt jezuitom z Kolegium Krakowskiego. Został on umieszczony w kościele św. Barbary, najpierw w ołtarzu Opatrzności Bożej, a w 1931 przeniesiono go do kaplicy Matki Boskiej Bolesnej, gdzie czczony jest do dziś.
Kopie obrazu znajdują się w kościele św. Michała Archanioła w Mozyrzu, kościele w Chojnikach i prawosławnym sanktuarium w Jurewiczach.

Galeria
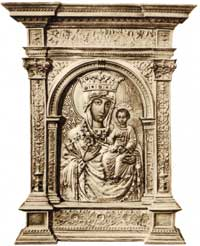
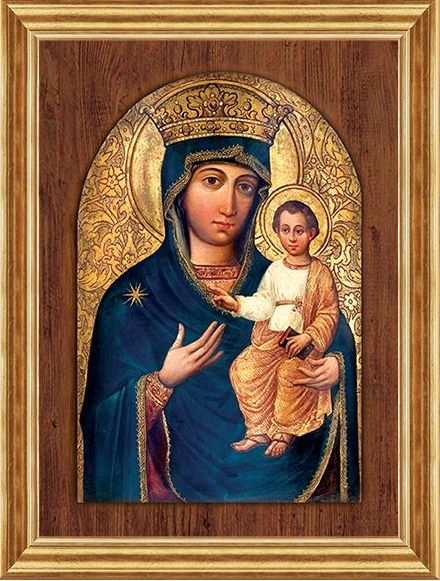